# Windows 3.1x
Windows 3.1 es una versión superior de Microsoft Windows. Se empezó a fabricar el 6 de abril de 1992, como sucesor de Windows 3.0.
Al igual que sus predecesores, la serie Windows 3.1 se ejecutaba como un shell sobre MS-DOS. Windows 3.1 introdujo el sistema de fuentes TrueType como competidor de Adobe Type Manager, lo que mejoró la calidad de impresión, la visualización de textos, y un manejo más avanzado de la memoria. También se amplió el contenido multimedia y se introdujeron los protectores de pantalla y nuevos programas como el Reproductor de Windows Media y el Grabador de Sonido. El Administrador de Archivos y el Panel de Control recibieron retoques, mientras que Windows 3.1 también vio la introducción del Registro de Windows y los complementos. Windows 3.1 fue el último sistema operativo Windows de 16 bits y podía ejecutar más memoria que sus predecesores.
Microsoft también lanzó versiones especiales de Windows 3.1 a lo largo de 1992 y 1993; en Europa y Japón, Windows 3.1 se introdujo con más soporte de idiomas, mientras que Tandy recibió una versión especial, llamada Modular Windows. En noviembre de 1993, Windows 3.11 se lanzó como una actualización menor, mientras que Windows 3.2 se lanzó como una versión en chino simplificado de Windows 3.1. Microsoft también introdujo "Windows para Grupos de Trabajo", la primera versión de Windows que permitía el trabajo en red integrado. Orientada principalmente a las empresas, recibió mejoras de red y permitió a los usuarios compartir archivos, utilizar servidores de impresión y chatear en línea, al tiempo que introdujo las redes entre iguales.
La serie se considerada como una mejora de sus predecesoras. Fue elogiada por su revitalización de la interfaz de usuario y el diseño técnico. Windows 3.1 vendió más de tres millones de copias durante los tres primeros meses de su lanzamiento, aunque su homólogo Windows para Grupos de Trabajo fue calificado de "decepción empresarial" por su escaso número de copias vendidas. Le sucedió Windows 95 y Microsoft puso fin al soporte de la serie Windows 3.1 el 31 de diciembre de 2001, excepto para la versión integrada, que se retiró en 2008.

## Historia del desarrollo
Windows 3.0, el predecesor de 3.1, salió a la venta en 1990 y se considera la primera versión de Windows aclamada por la crítica. Windows 3.0 recibió alrededor de 10 millones de ventas antes del lanzamiento de Windows 3.1 el 6 de abril de 1992. Microsoft inició una campaña publicitaria en televisión por primera vez el 1 de marzo de 1992. Los anuncios, desarrollados por Ogilvy & Mather, estaban diseñados para dar a conocer Windows a un público más amplio.
Windows 3.1 recibió el nombre en clave de Janus. Al igual que sus predecesores, el entorno operativo se ejecutaba como un shell sobre MS-DOS, aunque no incluía el shell ejecutivo de MS-DOS Tras la introducción de Windows 1.0, Microsoft había trabajado en conseguir el apoyo de las empresas para expandir su entorno operativo en diferentes tipos de computadoras. Tandy Corporation estaba abierta a distribuir los PC Tandy Sensation con el entorno operativo Windows 3.1. IBM y sus computadoras también disponían de Windows 3.1.

## Versiones y características

### Windows 3.1

Primera versión del logotipo de Windows 3.1, utilizado en 1991.

En Windows 3.1 se introdujeron nuevas mejoras. El sistema de fuentes TrueType se introdujo para proporcionar fuentes escalables a las aplicaciones de Windows, sin tener que recurrir al uso de tecnología de terceros como Adobe Type Manager (ATM). Windows 3.1 introdujo las fuentes Arial, Courier New y Times New Roman, en versiones normal, negrita, cursiva y negrita-cursiva, que podían escalarse a cualquier tamaño y girarse, dependiendo de la aplicación.
Para mejorar la interacción con el usuario, Microsoft inició sonidos de advertencia y de eventos e introdujo atajos de comandos informáticos para copiar, cortar y pegar. Windows 3.1 también destaca por su mejora multimedia; se introdujeron en el entorno operativo protectores de pantalla, Reproductor de Windows Media y Grabador de Sonido. Estas funciones ya estaban presentes en la versión Windows 3.0 con extensiones multimedia, aunque sólo estaban disponibles para los usuarios con computadoras recién compradas. El reproductor multimedia podía reproducir archivos de música MIDI y archivos de vídeo AVI, mientras que el Grabador de Sonido podía reproducir, grabar y editar archivos de sonido afiliados al formato WAV.: 21  El juego Buscaminas se introdujo oficialmente en Windows 3.1 como sustituto del Reversi, junto con el Solitario. Anteriormente, los programas de MS-DOS no se podían controlar con el ratón; esto acabó introduciéndose en Windows 3.1. Se añadió Incrustación y Enlazado de Objetos (OLE) para permitir la incrustación mediante arrastrar y soltar de imágenes y texto formateado entre programas de Windows. En esta versión también se introdujo la compatibilidad con colores SVGA.
El Administrador de Archivos también recibió mejoras: se introdujo el modo de vista dividida, permitiendo examinar archivos sin tener que abrir ventanas separadas y arrastrar y soltar archivos a otras ubicaciones del sistema.: 11  Se introdujo una opción de formateo rápido para formatear disquetes y copiar sus archivos sin tener que salir de Windows.: 19  El administrador de archivos es una aplicación MDI que se utiliza para mover, eliminar y administrar archivos en el sistema. Microsoft también construyó Microsoft Bob, una utilidad que actuaría como asistente de búsqueda, en Windows 3.1, sólo para que fuera lanzado en Windows 95 en 1995. En esta versión también se introdujo el Registro de Windows, una base de datos centralizada que podía almacenar información de configuración y ajustes para varios componentes y aplicaciones del sistema operativo. El Panel de Control también recibió cambios; ahora sus elementos estaban codificados y se podían añadir elementos adicionales colocando archivos .cpl adicionales. Del mismo modo, el Calendario utiliza la extensión .cal.: 154  Las tareas de gestión de impresoras se trasladaron al Panel de Control y al Administrador de impresión. Varios controladores de impresora fueron mejorados en Windows 3.1, haciendo que el Administrador de Impresión fuera más eficiente de usar.: 20  Windows 3.1 también incluyó herramientas de diagnóstico y solución de problemas como la utilidad Dr. Watson, que guardaba información sobre errores de aplicación, y también Microsoft Diagnostics.
Windows 3.1 también incluyó complementos; Video para Windows se introdujo en noviembre de 1992 como reacción a la tecnología QuickTime de Apple. Al precio de 200 dólares, el software incluía programas de edición y codificación. Más tarde se incorporó a Windows 95. Microsoft también publicó Windows para Pen Computing, una interfaz de pen computing que se creó en respuesta a PenPoint OS de GO Corporation. También se dotó al entorno operativo de una compatibilidad limitada con la entonces nueva API de 32 bits de Windows, mediante la introducción de Win32s, una tecnología de habilitación. Microsoft también proporcionó WinG, una interfaz de programa de aplicación, para atraer a los desarrolladores a pasar de DOS a Windows. También proporcionó una interfaz independiente del dispositivo para el hardware de gráficos e impresoras y permitió que los programas tuvieran capacidades tanto de lectura como de escritura en WinGDC.
A diferencia de todas las versiones anteriores, Windows 3.1 no podía ejecutarse en modo real e insistía en el uso de procesadores 80286 o superiores. Por ello, se incrementó la memoria máxima disponible. Mientras que Windows 3.0 estaba limitado a 16 MB de memoria máxima, Windows 3.1 podía acceder a 4 GB teóricos en el modo 386 mejorado. El límite práctico real es de 256 MB. Al igual que sus predecesores, se ejecutaba como una versión de 16 bits de Windows; Windows 3.1 también es el último Windows que se ejecutó en una versión de 16 bits. También es el primer Windows que se distribuyó en un CD-ROM, aunque seguía siendo común encontrarlo en disquetes de diferentes capacidades. Se simplificó la interfaz de configuración; se introdujo el modo exprés para configurar Windows automáticamente.: 22 Windows 3.1 también incluyó un applet tutorial en línea para los usuarios sobre el uso de la interfaz de usuario de Windows 3.1.: 20  Además, era compatible con el estándar Advanced Power Management.

### Windows 3.1 para Europa Central y Oriental

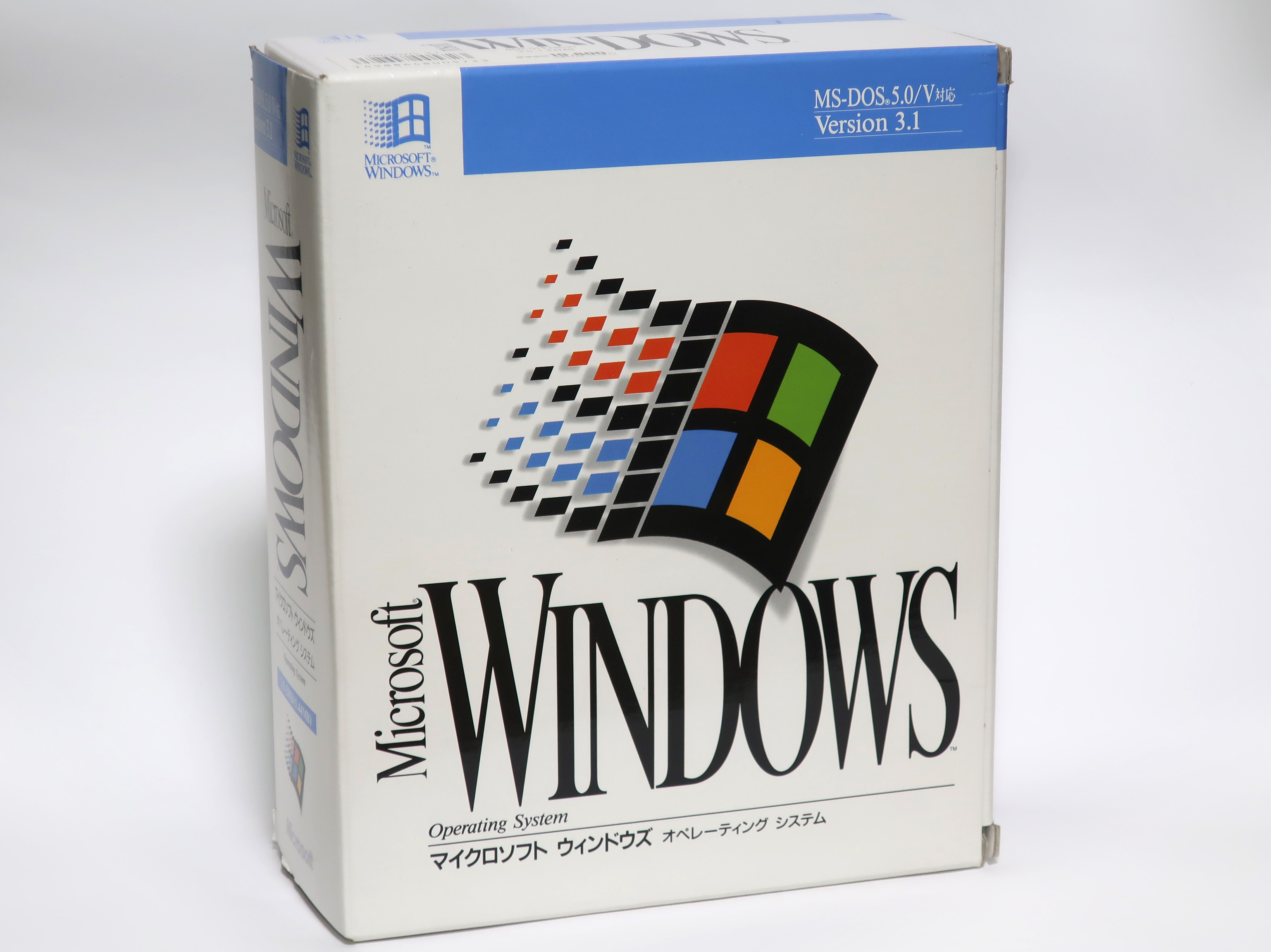
Caja de venta al público de la versión japonesa de Windows 3.1.

Una versión especial denominada "Windows 3.1 para Europa Central y Oriental" introdujo once idiomas en Windows 3.1. También ofrecía compatibilidad con el alfabeto cirílico. Para utilizar terminología checa, húngara y polaca era necesaria esta versión, mientras que para utilizar terminología rusa era necesaria una versión rusa de Windows 3.1. Asimismo, Microsoft también lanzó Windows 3.1J con compatibilidad para el japonés, del que se vendieron 1,46 millones de copias en su primer año en el mercado (1993) en Japón.

### Windows Modular
Windows Modular se creó para la electrónica de consumo en tiempo real y se diseñó para ser controlado a través de la televisión. Era una versión especial de Windows 3.1, que se diseñó para ejecutarse en Tandy; permitía a los usuarios ejecutar software multimedia sin tener que comprar un ordenador personal. También contenía un kit de desarrollo de software (SDK) para que los programadores escribieran aplicaciones que se ejecutaran en dispositivos que tuvieran Modular Windows. El SDK se vendía por 99 dólares. Windows Modular dejó de comercializarse en 1994.

### Windows 3.11
Lanzado el 8 de noviembre de 1993, Windows 3.11 se introdujo con correcciones para problemas de red que estaban presentes en Windows 3.1. Como actualización menor, esta versión no incluía nuevas características. Tampoco funcionaba con OS/2 para Windows de IBM. Windows 3.11 permitía a los usuarios conectarse entre sí como pares para compartir los recursos de sus ordenadores. Microsoft sustituyó todas las versiones minoristas y OEM de Windows 3.1 por Windows 3.11 y ofreció una actualización gratuita a todos los que poseían Windows 3.1.

### Windows 3.2
En noviembre de 1993 se lanzó una versión actualizada de Windows 3.1 en chino simplificado, con el nombre de Windows 3.2. La actualización se limitó a esta versión lingüística, ya que sólo solucionaba problemas relacionados con el complejo sistema de introducción de datos en chino simplificado. Windows 3.2 incluyó un editor de fuentes utilizado para añadir nuevos caracteres chinos a las fuentes ya existentes.

## Windows para Grupos de Trabajo

Logotipo en inglés de Windows para Grupos de Trabajo.

Windows para Grupos de Trabajo sirvió como actualización de Windows 3.1 y fue la primera versión de Windows apta para redes integradas. Desarrollada inicialmente como complemento de Windows 3.0, se lanzó posteriormente en 1992. Este introdujo controladores y protocolos para redes punto a punto. Windows para Grupos de Trabajo estaba orientado principalmente a empresas.

### Windows para Grupos de Trabajo 3.1
La primera versión de Windows para Grupos de Trabajo, la 3.1, se publicó el 27 de octubre de 1992. Con los nombres en clave Winball y Sparta, este permitía a los usuarios compartir archivos, utilizar servidores de impresión y chatear en línea; se podía acceder a los archivos desde otras máquinas que ejecutaran Windows o DOS. También se añadió el juego de cartas Corazones, mientras que la Incrustación y Enlazado de Objetos, que se implementó en Windows 3.1, también se incluyó en la versión de Windows para Grupos de Trabajo. Grupos de Trabajo también introdujo el programa Microsoft Mail, que permitía a los usuarios recibir y enviar correo electrónico y Microsoft Schedule+, una aplicación de gestión del tiempo.
También se podía acceder a Windows para Grupos de Trabajo desde un cliente OS/2 que utilizara el bloque de mensajes de servidor (SMB), un protocolo utilizado para compartir archivos e impresoras en redes locales y se introdujo la compatibilidad con el protocolo NetBEUI. El precio era de 69 dólares para los usuarios de Windows 3.1.

### Windows para Grupos de Trabajo 3.11
La otra versión, Windows para Grupos de Trabajo 3.11, se lanzó el 8 de noviembre de 1993. Su nombre en clave era Snowball, e introdujo soporte para acceso a archivos de 32 bits, unidades compartidas y calendarios de grupo También tenía funciones de fax integradas.
Recibió mejoras de red; se lanzó un paquete Winsock para Windows para Grupos de Trabajo, aunque más tarde se sustituyó por un paquete complementario de pila de 32 bits (con nombre en clave Wolverine) que proporcionó compatibilidad con TCP/IP en Windows para Grupos de Trabajo 3.11. Se aumentó su conectividad con redes NetWare, al tiempo que se introdujo compatibilidad con tarjetas de Interfaz de Enlace de Datos Abierta y controladores de Intercambio de Paquetes Interred. Se introdujo el servicio de acceso remoto como producto para que los usuarios pudieran acceder de forma remota a Windows NT y sus redes Advanced Server.
Se ejecutaba en modo 80386 mejorado y admitía el uso de redireccionadores de red.: 56  Se vendía en dos versiones; el paquete completo costaba 219 dólares, mientras que la "Extensión Grupos de Trabajo para Windows" costaba 69 dólares.

## Requisitos del sistema
Los requisitos oficiales del sistema para Windows 3.1 y versiones posteriores son los siguientes:
|                   | Windows 3.1 : 18–24 | Windows Modular | Windows para Grupos de Trabajo: xviii–xix |
| ----------------- | --- | --- | --- |
| CPU               | Procesador 80286 para modo estándar, 80386 o superior para modo mejorado                                                                 | Procesador 80386 | Procesador 386SX |
| RAM               | 1 MB de memoria (640 KB de memoria convencional)                                                                                         | 4 MB de memoria | 3 MB de memoria (640 KB de memoria convencional) |
| Almacenamiento    | Un disco duro con al menos 6,5 MB de espacio libre (8 MB para los usuarios del modo mejorado) y al menos una disquetera                  | Un disco duro con al menos 20 MB de espacio libre                                                                                        | Un disco duro con al menos 8 MB de espacio libre (14 MB necesarios para una instalación completa) y al menos una disquetera                                                        |
| Video             | Adaptador VGA | Adaptador VGA-NTSC | Adaptador VGA |
| Red               | El hardware opcional incluye un módem Hayes, MultiTech, TrailBlazer o cualquier otro compatible si el usuario desea conectarse a una red | El hardware opcional incluye un módem Hayes, MultiTech, TrailBlazer o cualquier otro compatible si el usuario desea conectarse a una red | Una tarjeta adaptadora con controlador de Interfaz de Dispositivos de Red (NDIS), el hardware opcional incluye un módem Hayes, MultiTech, TrailBlazer o cualquier otro compatible. |
| Sistema operativo | MS-DOS 3.1 | MS-DOS 3.22 y Windows 3.1 | MS-DOS 3.3 (los ordenadores que actúan como servidores requieren MS-DOS 5.0 o superior)                                                                                            |
| Ratón             | Se recomienda un dispositivo señalador compatible con Microsoft, pero no es obligatorio                                                  | Se recomienda un dispositivo señalador compatible con Microsoft, pero no es obligatorio                                                  | Se recomienda un dispositivo señalador compatible con Microsoft, pero no es obligatorio                                                                                            |

Para utilizar una impresora o ejecutar Windows en red, se necesitan 2,5 MB adicionales de espacio libre en el disco duro.: 19  La cantidad de memoria RAM depende del software que se ejecute en la computadora; si el usuario está en red y si la red requiere mucha memoria, se necesitará más memoria RAM.: 21  Windows 3.1 incluye más controladores para impresoras que su predecesor.: 25  También es posible conectarse a una red con Windows 3.1 a través de módems Hayes, Multi-Tech o Trail Blazer.: 26 : 14 

## Recepción
Windows 3.1 se considera más estable y apto para multimedia en comparación con su predecesor, mientras que su interfaz de usuario se ha revitalizado. Se ha mostrado como una mejora y posee más funciones en comparación con su rival IBM OS/2 2.0, que se lanzó un mes antes que Windows 3.1. InfoWorld calificó el entorno operativo de "muy buen" valor. Windows para Grupos de Trabajo tuvo una recepción poco entusiasta; ha sido elogiado por su diseño técnico, pero también se ha señalado que fue una "decepción empresarial" debido a la escasa cantidad de copias vendidas.
En cuanto al mercado, Windows 3.1 había recibido una acogida entusiasta; su precio de venta al público era de 149 dólares y en los tres primeros meses se vendieron más de tres millones de copias de Windows 3.1. El año del lanzamiento de Windows 3.1 fue exitoso para Microsoft, que fue nombrada "Empresa más innovadora con sede en EE. UU." por la revista Fortune, al tiempo que Windows se convertía en el entorno operativo basado en GUI más utilizado.
Microsoft dejó de dar soporte a Windows 3.1 y Windows para Grupos de Trabajo el 31 de diciembre de 2001, aunque la versión integrada de Windows para Grupos de Trabajo 3.11 se retiró el 1 de noviembre de 2008.. El entorno operativo fue sustituido por Windows NT 3.1, que se lanzó en 1993 y Windows 95 en 1995.

### Compatibilidad con DR-DOS
El instalador de la versión beta utilizaba un código que comprobaba si se estaba ejecutando en DOS con licencia de Microsoft o en otro sistema operativo DOS, como DR-DOS. Se conocía como código AARD y Microsoft lo desactivó antes del lanzamiento final de Windows 3.1, aunque sin eliminarlo del todo. Digital Research, propietaria de DR-DOS, publicó un parche a las pocas semanas para permitir que el instalador siguiera funcionando. Los memorandos que se hicieron públicos durante el caso antimonopolio Estados Unidos contra Microsoft en 1999 revelaron que Microsoft lo centró específicamente en DR-DOS. Cuando Caldera compró DR-DOS a Novell, interpuso una demanda contra Microsoft por el código AARD, que posteriormente se resolvió con el pago de 280 millones de dólares por parte de Microsoft.

### Legado
Windows 3.1 encontró un nicho de mercado como sistema operativo integrado tras quedarse obsoleto en el mundo del PC. En 2008, Virgin Atlantic y Qantas lo utilizaban para algunos de los sistemas de entretenimiento a bordo de aviones de larga distancia. También se sigue utilizando como sistema operativo integrado en las cajas registradoras de los comercios. El 14 de julio de 2013, la versión 3.11 del kernel de Linux recibió el nombre oficial de "Linux For Workgroups" ("Linux para grupos de trabajo") como referencia irónica a Windows para Grupos de Trabajo 3.11.
En noviembre de 2015, el fallo de un sistema Windows 3.1 en el aeropuerto parisino de Orly, encargado de comunicar a los pilotos información sobre el alcance visual en condiciones meteorológicas de niebla, hizo que cesaran temporalmente las operaciones. No se ha especificado si el fallo se debió al hardware o al software, aunque el hecho de destacar el sistema operativo sugiere un fallo de software. En 2016, la organización Internet Archive publicó Windows 3.1 como entorno emulado en un navegador web.
En enero de 2024, la empresa estatal alemana de ferrocarriles Deutsche Bahn publicó un anuncio de empleo para un administrador de sistemas con "conocimientos de sistemas operativos heredados". Las principales responsabilidades enumeradas en el puesto eran el mantenimiento del sistema antiguo y la actualización de controladores. Al parecer, la necesidad de seguir utilizando Windows 3.11 se debía al sistema de automatización ferroviaria (SIBAS) de Siemens, utilizado para controlar los trenes. La oferta de trabajo fue retirada debido a una "redacción desafortunada".